# Rue Alfred-Duméril
La rue Alfred-Duméril (en occitan : carrièra Alfred Duméril) est une voie de Toulouse, chef-lieu de la région Occitanie, dans le Midi de la France.

## Situation et accès

### Description
La rue Alfred-Duméril est une voie publique. Elle traverse le quartier du Busca.
La chaussée compte une seule voie de circulation en sens unique. Elle appartient à une zone 30 et la vitesse y est limitée à 30 km/h. Elle est à double-sens cyclable sur toute sa longueur et il existe, entre la rue Jean-Baptiste-Lamarck et l'avenue François-Frizac, une bande cyclable dans chaque sens.

### Voies rencontrées
La rue Alfred-Duméril rencontre les voies suivantes, dans l'ordre des numéros croissants (« g » indique que la rue se situe à gauche, « d » à droite) :
1. Allées Jules-Guesde
2. Rue du Sachet (g)
3. Rue Jean-Baptiste-Lamarck (g)
4. Rue Henri-Joly (d)
5. Impasse Alfred-Duméril (d)
6. Rue Saint-Joseph (d)
7. Allée Serge-Ravanel (g)
8. Avenue François-Frizac (d)

### Transports
La rue Alfred-Duméril n'est pas directement desservie par les transports en commun Tisséo. Elle débouche cependant, au nord, sur les allées Jules-Guesde, où se trouve la station Palais-de-Justice de la ligne du métro , ainsi que le terminus de la ligne de tramway , ainsi que les arrêts de la ligne de bus 66. Au sud se trouvent, au carrefour de l'avenue François-Frizac, les arrêts de la ligne de bus 44 et, le long de l'allée des Demoiselles, les arrêts du Linéo L9.
Plusieurs stations de vélos en libre-service VélôToulouse se trouvent dans la rue Alfred-Duméril et les rues voisines : les stations no 68 (1 bis allées Jules-Guesde), no 113 (58 rue Alfred-Duméril) et no 115 (8 allée des Demoiselles).

## Odonymie
La rue porte le nom d'Alfred Duméril (1825-1897). Né à Saint-Omer (Pas-de-Calais), il entre à l'École normale supérieure, puis est reçu à l'agrégation d'histoire en 1846. Il est ensuite professeur de la faculté de lettres de Toulouse, puis doyen de la même faculté en 1880.
À la fin du Moyen Âge, la rue Alfred-Duméril n'était qu'un chemin, le chemin de Montaudran, puisqu'il menait au village de Montaudran, qui se trouvait, autour de son église, sur le coteau sud de la butte du Calvinet. Ce nom s'appliquait d'ailleurs aux voies qui prolongent la rue Alfred-Duméril au sud (actuelles allée des Demoiselles, avenue Saint-Exupéry et route de Revel). En 1794, pendant la Révolution française, le chemin de Montaudran prit le nom de rue la Gloire, mais il ne subsista pas, et la rue reprit son nom ancien. Ce n'est finalement qu'en 1933 que la rue de Montaudran reçut le nom d'Alfred Duméril, qui avait vécu dans cette rue (actuel no 80).

## Histoire

### Époque contemporaine
Au milieu du XIXe siècle, les maisons se font plus nombreuses le long de la rue de Montaudran. Il existe également des établissements agricoles et, en particulier, des laiteries, comme celle qui en 1883 appartient à M. Caubère et compte quinze vaches, quatre ânesses et deux chevaux (emplacement de l'actuel no 62). En 1881, l'administration du Jardin des Plantes décide la création d'une laiterie, à fin de démonstration pour le public. Les quatre vaches sont logées plus loin, dans la rue (emplacement de l'actuel no 80).
Au début duXXe siècle, on trouve également des écoles privées, telle l'institution Maintenon tenue par Mlle Lafaille (emplacement de l'actuel no 80). Il existe également plusieurs cafés, tel le Bijou-Bar (actuel no 59) et le café de la Renaissance (actuel no 14). On compte également plusieurs usines, dont les Ateliers Saint-Michel (actuels no 38 et 41-43).

## Patrimoine et lieux d'intérêt

### Immeubles et maisons
- no  25 : immeuble[11].
- no  47 : immeuble[12].
- no  56 : immeuble[13].

- no  60 : immeuble Duméril. 
L'immeuble est construit entre 2008 et 2010 par les agences de l'architecte Rémi Papillault et Enzo & Rosso. Il s'élève sur trois étages et comprend six logements de standing aux formes différentes – duplex, triplex, penthouse, chartreuse, studio. Les étages sont percés irrégulièrement de fenêtres de tailles différentes, protégées par des persiennes en bois escamotables. Le chauffage est assuré, pour la première fois dans un logement collectif à Toulouse, par la géothermie[14].

- no  64 bis : maison. 
La maison est construite en 1910, par l'architecte Étienne Gogé, représentant d'un courant éclectique inspiré par les formes de l'Art nouveau à Toulouse. La construction de brique est couverte d'un enduit blanc. La maison s'élève sur quatre niveaux : un sous-sol semi-enterré, un rez-de-chaussée surélevé, un étage carré et un niveau de comble. À gauche, la porte est encadrée de deux ouvertures rectangulaires étroites. L'imposte est surmontée d'une fine corniche en coup de fouet. À droite, les fenêtres doubles ont des agrafes qui forment les consoles qui soutiennent le balcon du 1er étage. Celui-ci possède un garde-corps en fer forgé. La fenêtre qui surmonte la travée de la porte est similaire et elle a un balconnet également doté d'un garde-corps. Entre la corniche interrompue, qui passe au niveau des fenêtres, et la corniche qui couronne l'élévation prennent place des cartouches en céramique. Le niveau de comble est couvert par un toit à longs pans brisés d'ardoises. Il est percé de hautes lucarnes[15].

- no  66 : maison[16].
- no  68 : maison[17].
- no  90 : résidence Les Chênes verts (1978, Jacques Munvez et Alain Castel)[18].

- no  100 : immeuble. 
Une maison de style Art nouveau est construite dans le premier quart du XXe siècle. La façade est rythmée par l'alternance des bandeaux de brique rose et claire. L'élévation est couronnée d'une corniche à modillons. En 2013, le bâtiment est transformé et surélevé de deux étages afin de permettre l'aménagement de six logements[19].

## Personnalité
- Alfred Duméril (1825-1897) : historien, professeur à la faculté des lettres de Toulouse en 1872, doyen de 1880 à 1892, Alfred Duméril avait son domicile dans l'immeuble du no 80 de la rue qui porte désormais son nom[1].